# Hetto
Hetto (voor 800 - 847) was vanaf 814 tot aan zijn dood aartsbisschop van Trier. 
Het jaar vanaf wanneer hij de aartsbisschoppelijk zetel van zijn afgetreden oom, aartsbisschop Amalarius van Trier overnam lag, moet volgens nagelaten documenten tussen 814 en 816 hebben gelegen. Hetto stamde uit een machtige Austrasische familie. Zijn zus was abdis Warentrud van de abdij in de huidige Trierse wijk Trier-Pfalzel. Zijn neef Germanus zou abt van de abdij van Sankt Gallen geweest zijn.
Voordat hij bisschop werd was hij abt geweest van de abdij van Mettlach. Als legaat van keizer Lodewijk de Vrome en aartsbisschop van Trier riep hij in 817 bisschop van Frothat van Toul op om troepen voor een mogelijke veldtocht naar  Italië bijeen te brengen. In 819 riep hij dezelfde bisschop op om te waken over de keizerlijke beschikbaarheid van de stiften. In 832 assisteerde hij bij de consecratie van de heilige Ansgarius als aartsbisschop van Hamburg door Drogo van Metz.
De stichting van de Sint Castorkerk in Koblenz met de relieken van de heilige Castor van Karden was een van de belangrijkste gebeurtenissen tijdens zijn ambtstermijn.
Hetto fungeerde niet alleen als kerkelijk maar ook als politiek leider. Lodewijk de Vrome bevestigde Hetto in het het privilege van immuniteit voor de wereldlijke rechtbanken. Dit privilege was een jaar of dertig daarvoor ook al toegekend aan bisschop Wermad, een eerdere bisschop van Trier.